# Indiana Jones (franchise)

Logo del franchise

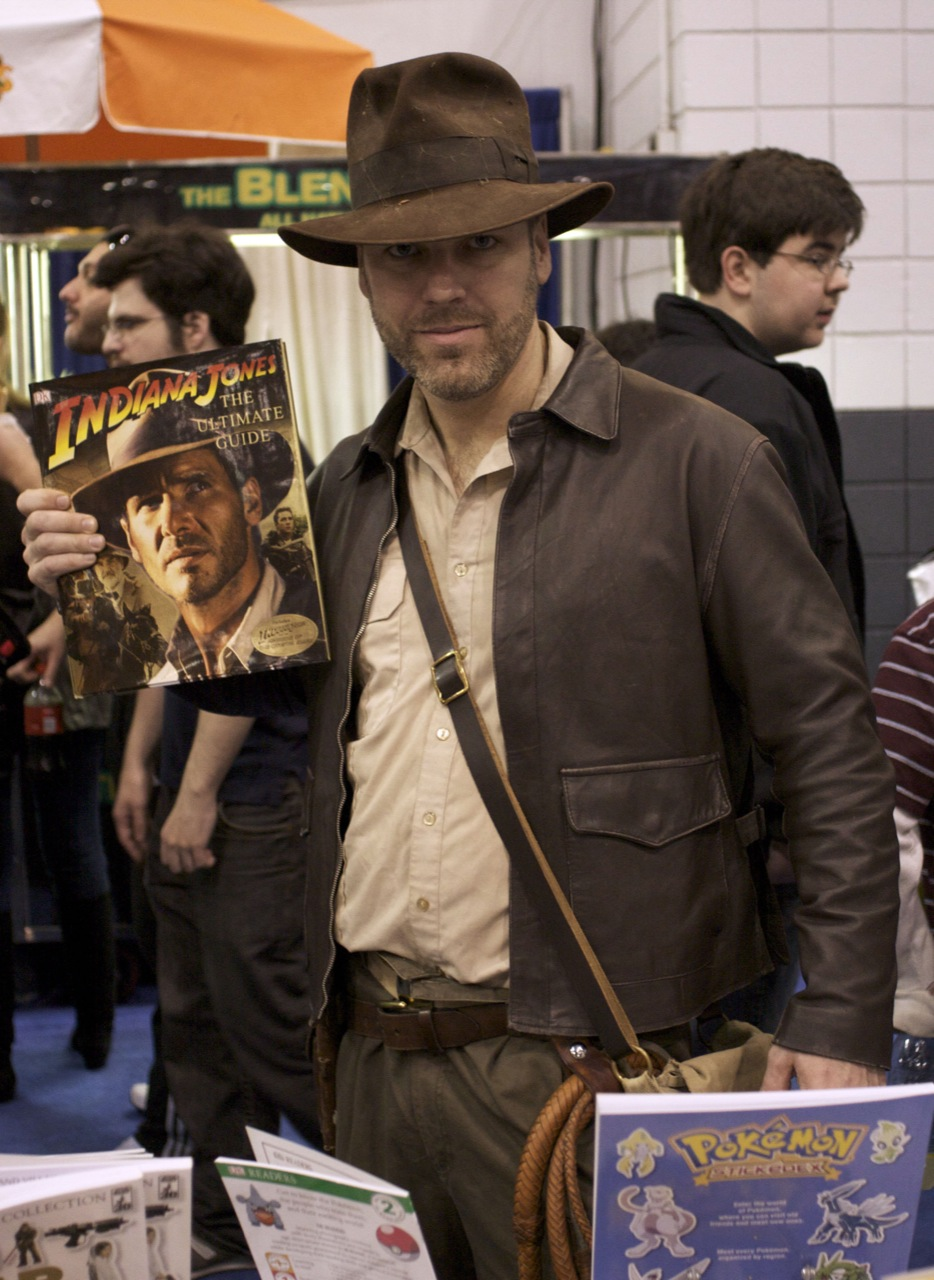
Cosplayer di Indiana Jones, personaggio icona del franchise

Indiana Jones è un media franchise statunitense creato da George Lucas, basato sulle avventure dell'omonimo archeologo.
La saga cinematografica (che vede Harrison Ford nel ruolo principale) è iniziata nel 1981 con la distribuzione del film I predatori dell'arca perduta. Un prequel, intitolato Indiana Jones e il tempio maledetto, è uscito nel 1984, mentre il sequel, Indiana Jones e l'ultima crociata, è uscito nel 1989. Un quarto film, Indiana Jones e il regno del teschio di cristallo, è stato distribuito nelle sale cinematografiche nel 2008, a 19 anni di distanza dal precedente capitolo. Il quinto e ultimo film, invece, è stato distribuito nel 2023, con il titolo Indiana Jones e il quadrante del destino. I primi quattro film sono tutti diretti da Steven Spielberg su soggetto di George Lucas (creatore anche di Guerre stellari). Il quinto, invece, è scritto e diretto da James Mangold, con Spielberg e Lucas coinvolti unicamente in qualità di produttori esecutivi.
In ambito televisivo, dal 1992 al 1996 andò in onda sui canali della ABC la serie Le avventure del giovane Indiana Jones, incentrata sull'infanzia e la giovinezza del personaggio. 
La Marvel Comics iniziò inoltre a pubblicare il fumetto The Further Adventures of Indiana Jones nel 1983 e la Dark Horse Comics acquistò i diritti dei libri di Indiana Jones nel 1991. Sono stati pubblicati vari romanzi basati sui film, oltre a una serie di racconti in tedesco di Wolfgang Hohlbein e ad altri dodici storie ambientate prima dei film edite da Bantam Books. Numerosi videogiochi basati sul personaggio sono stati distribuiti a partire dal 1982 fino al 2024.

## Produzione

### Sviluppo

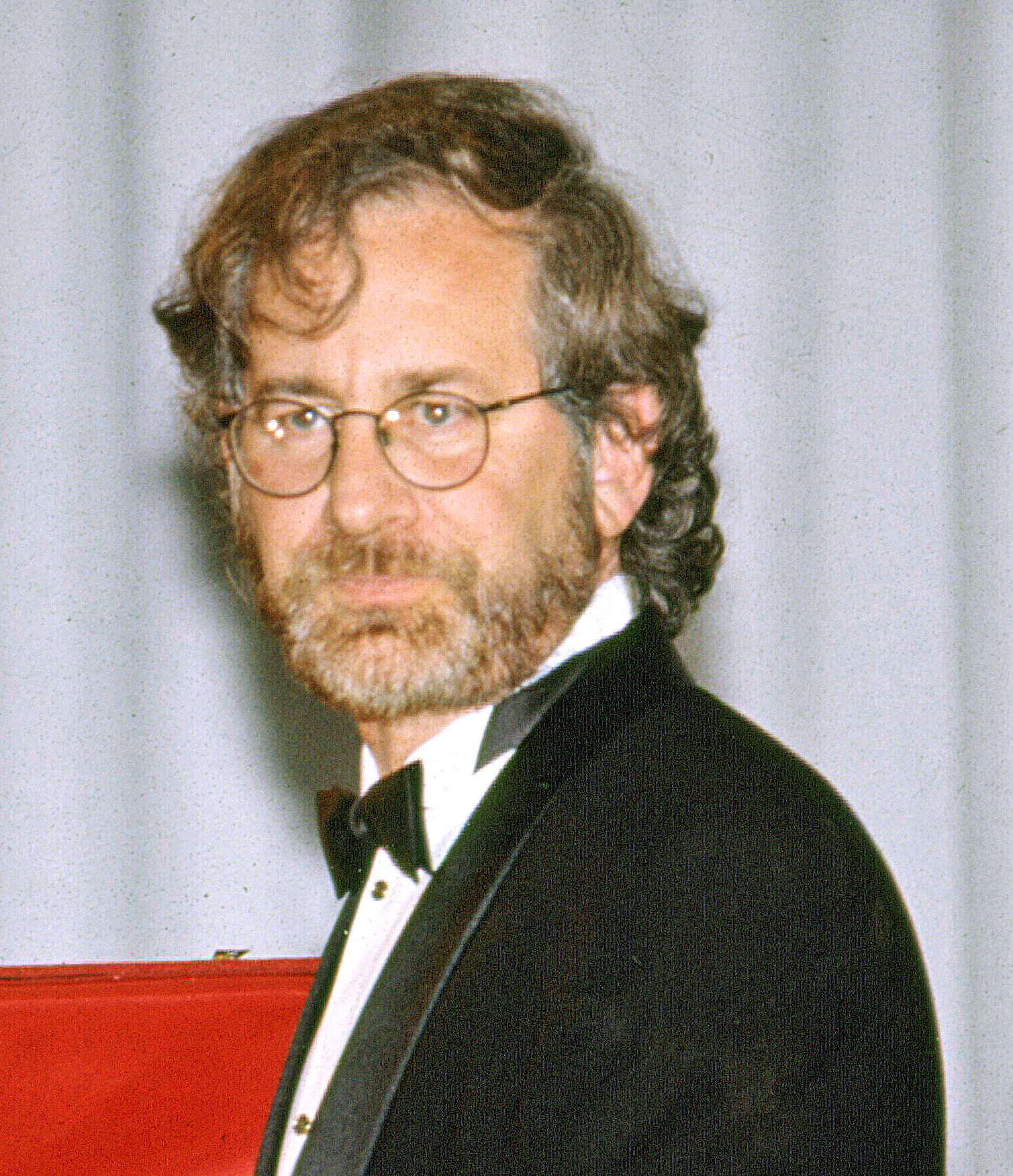
Il regista Steven Spielberg, creatore della serie di film

Nel 1973, George Lucas iniziò a scrivere Le avventure di Indiana Smith. Come Guerre stellari era l'occasione per creare una versione moderna dei movie serial degli anni trenta e quaranta. Lucas discusse l'idea con Philip Kaufman il quale lavorò con lui per molte settimane e scelse l'Arca dell'Alleanza come espediente narrativo. Il progetto entrò in una fase di stallo quando Clint Eastwood assunse Kaufman per la regia di Il texano dagli occhi di ghiaccio. Nel maggio 1977, Lucas era in Maui, in fuga dopo l'enorme successo di Guerre stellari. L'amico e collega Steven Spielberg era lì con lui in vacanza dopo aver terminato le riprese del film Incontri ravvicinati del terzo tipo. Spielberg confidò Lucas di essere interessato a realizzare un film di James Bond. Lucas allora gli propose una idea "migliore di James Bond" raccontandogli la trama di I predatori dell'arca perduta. Spielberg lo amò subito, definendolo "un film di James Bond senza gadget", anche se cambiò il cognome del personaggio in "Jones". Spielberg e Lucas stilarono un contratto con la Paramount Pictures per realizzare cinque film della saga.
Spielberg e Lucas volevano realizzare Indiana Jones e il tempio maledetto più dark del primo episodio anche a causa delle loro situazioni personali riguardanti divorzi e rotture sentimentali. Lucas ideò il film come un prequel in quanto non voleva che i nazisti fossero ancora i nemici della storia. L'idea originale consisteva nell'inserire il personaggio del Re delle Scimmie e un castello infestato ma venne sostituita con le Pietre di Sankara. Vennero assunti Willard Huyck e Gloria Katz per scrivere la sceneggiatura in quanto persone con un grande interesse per la cultura indiana. Le principali scene che non furono realizzate ne I predatori dell'arca perduta vennero inserite in questo film: la fuga utilizzando un gong rotolante come scudo, la caduta dall'aereo in gommone e l'inseguimento su carrelli da miniera. Per il terzo film Spielberg riprese l'idea del Re delle Scimmie e del castello incantato prima che Lucas suggerisse il Santo Graal. Spielberg inizialmente respinse l'idea in quanto troppo eterea e pensò a realizzare una storia padre-figlio. A tal proposito pensò "Il Graal che tutti cercano potrebbe essere una metafora dove il figlio cerca la riconciliazione con il padre e il padre la riconciliazione con il figlio."
In seguito all'uscita nei cinema di Indiana Jones e l'ultima crociata nel 1989 Lucas pose la parola fine alle serie in quanto credeva di non essere più in grado di trovare un espediente narrativo per realizzare un'ulteriore avventura. Lucas iniziò a interessarsi ai teschi di cristallo durante la produzione di Le avventure del giovane Indiana Jones nel 1992 e li considerò un'idea nuova per una sceneggiatura. Quando Harrison Ford girò un cameo nella serie Lucas disse all'attore che credeva fosse un oggetto ottimo come lo fu l'Arca. Nel 1992, Jeb Stuart venne assunto per scrivere una sceneggiatura. Nel 1995 Lucas chiese allo sceneggiatore Boam di scrivere una nuova bozza, ma sia Spielberg che Ford non erano interessati ai teschi e tutto lo sviluppo saltò quando Lucas iniziò a realizzare i prequel di Star Wars.

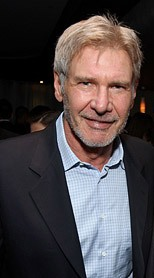
Harrison Ford, protagonista della serie di film

La lunga gestazione di Indiana Jones e il regno del teschio di cristallo coincide con l'invecchiamento di Ford e questo ha permesso ai produttori di dare una nuova strada al film. Anziché essere un tributo ai film seriali della Republic Pictures degli anni trenta il film avrebbe tributato i B-movie degli anni cinquanta. Altri produttori alla fine approvarono l'idea generale di Lucas. M. Night Shyamalan venne assunto per sostituire Boam per lavorare a un progetto da realizzare nel 2002, per poi scoprire che fu ingaggiato per scrivere la sceneggiatura del sequel di un film da lui tanto amato come i Predatori ed era inoltre difficile trovare idee che andassero bene sia a Ford, Spielberg e Lucas.
In seguito, Stephen Gaghan e Tom Stoppard vennero ingaggiati per scrivere una nuova sceneggiatura. Frank Darabont, che scrisse numerosi episodi di Le avventure del giovane Indiana Jones, venne assunto nel maggio 2002. La sceneggiatura di Darambot era ambientata negli anni cinquanta e vedeva dei nazisti sopravvissuti inseguire Jones. Nel febbraio 2004 Lucas rifiutò la bozza per motivi sconosciuti, nonostante Spielberg l'avessa definita la miglior sceneggiatura dai tempi de I predatori dell'arca perduta. Jeff Nathanson venne incaricato di scriverne una nuova versione nell'ottobre 2004, ambientata intorno al 1949. Completato un anno più tardi lo script venne girato a David Koepp, il quale lesse tutti i precedenti elaborati e prese le idee che riteneva ottime. Voleva rendere il film meno dark de Il tempio maledetto e meno comico de L'ultima crociata sperando di ritrovare il giusto equilibrio che caratterizzava il primo film.
L'introduzione di Mutt Williams (Shia LaBeouf) in Il regno del teschio di cristallo ha fatto nascere speculazioni riguardanti un suo ruolo di protagonista in eventuali futuri episodi della saga. In un'intervista a IGN, "Spielberg dichiarò che LaBeouf ha da realizzare molti film di Transformers prima che possa utilizzare la frusta e indossare il cappello di Indiana Jones". Il giovane attore a tal proposito: "Io? Chi non vorrebbe esserlo? Non credo sia una cosa reale. È solo una simpatica voce di corridoio". Ford si è detto disponibile a realizzare un quinto episodio a condizione che non servano altri vent'anni per svilupparlo, mentre Spielberg lo realizzerebbe "solo se il pubblico lo volesse".
George Lucas ha fatto anche un'altra dichiarazione che lascia intendere un'eventuale volontà di realizzazione del film. Durante il Festival di Cannes 2008 ha rivelato di aver avuto l'idea di "Dare a Shia LaBeouf il ruolo da protagonista e avere Harrison Ford in un ruolo come quello interpretato da Sean Connery nel terzo film". Lucas ha inoltre dichiarato che gli anni non sono un problema in quanto Ford ha 65 anni e fa di tutto nel Teschio di cristallo. C'è la vecchia alchimia e non si perde con l'età. È incredibilmente agile e interpreta Indiana Jones come venti anni fa". Ad agosto 2008 Lucas era alla ricerca di un espediente per realizzare il film in quanto Spielberg inizia ad approcciare l'idea. Sempre Lucas ha cambiato idea sulla realizzazione di uno spin-off con protagonista Mutt dicendo che "Indiana Jones è Indiana Jones. Harrison Ford è Indiana Jones. Se fosse Mutt Williams il titolo dovrebbe essere Mutt Williams alla ricerca di Elvis o qualcosa di simile". Ecco poi una parte di quanto detto da Ford riguardo al personaggio di Indiana:
Nel giugno 2009 il produttore Frank Marshall ha confermato la ricerca di una sceneggiatura, aggiungendo di essere impaziente di rimettersi al lavoro: «Non aspetteremo altri 20 anni. [...] Non ringiovaniamo mica».
Nel giugno 2010 è stata divulgata la notizia secondo cui Indiana Jones 5 potrebbe essere ambientato al triangolo delle Bermude. La storia è stata successivamente confermata come "completamente falsa" da Frank Marshall sulla sua pagina Twitter. Il 19 agosto 2010 Shia LaBeouf ha affermato che il film è in fase di scrittura, definendo la storia in mente a Spielberg folle e ottima e agli MTV Movie Awards 2011 ha fatto capire che il quinto capitolo è più vicino di quanto potrebbe sembrare.
Nel dicembre 2011 Spielberg ha spiegato di aver già dato il suo OK sul genere del film e di avere già un'idea in mente, ma che bisognerà aspettare le decisioni di George Lucas. Successivamente, George Lucas ha dichiarato che deve ancora trovare il giusto MacGuffin.

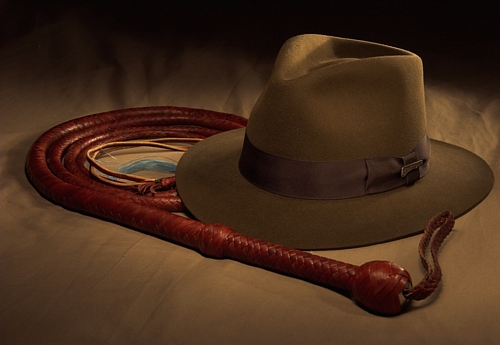
L'iconica frusta e il cappello utilizzati da Indiana Jones, elementi importanti nello sviluppo del personaggio durante tutta la serie

Nel luglio del 2012, il produttore Frank Marshall dichiara che un ulteriore episodio della saga molto difficilmente vedrà la luce, e che probabilmente con Il regno del teschio di cristallo la saga è giunta alla conclusione definitiva. Pochi giorni dopo, tuttavia, questa affermazione viene smentita da alcune parole rilasciate da Lucas, il quale avrebbe finalmente trovato uno dei luoghi in cui ambientare il quinto episodio, localizzandolo in Italia, nella regione dell'Umbria; stando alle indiscrezioni, il film vedrebbe la partecipazione dell'attrice italiana Monica Bellucci, la quale discuterà del proprio ruolo nel film in settembre (forse quello di nuova fiamma di Indiana), quando incontrerà lo stesso Lucas, e dell'attrice Penélope Cruz, forse nei panni di uno dei rivali di Jones. All'inizio di settembre 2012, si diffonde anche la notizia che la lavorazione del film potrebbe iniziare in dicembre, quando sarà annunciato il titolo del capitolo finale (forse Indiana Jones e l'ira di Mara) e continuare per tutto il 2013, con l'uscita nei cinema prevista per maggio 2014; il film sarebbe ispirato a una attrazione di Disneyland. Questa notizia viene poi smentita, in quanto Steven Spielberg, Harrison Ford e Karen Allen si dicono pronti a girare la quinta pellicola, ma che tutto è nelle mani di Lucas, e che sarà lui a decidere se continuare o no la serie. Il 30 ottobre del 2012, Lucasfilm viene acquistata dalla The Walt Disney Company, il che rende più difficoltosa l'eventualità della produzione del quinto episodio, in quanto i diritti di distribuzione della serie sono detenuti dalla Paramount.
Nell'agosto del 2013, Harrison Ford si ribadisce nuovamente interessato e possibilista su un possibile quinto episodio della serie, asserendo che un altro film con Indiana Jones, che non lo veda per forza come eroe solo d'azione, sarebbe appropriato. In ottobre, poi, viene rivelato che Ford, come clausola per la sua partecipazione nel ruolo di Ian Solo ai nuovi episodi di Star Wars, oltre a partecipare a tutti e tre i film, ha voluto da Disney la promessa della realizzazione della quinta pellicola di Indiana Jones; Disney dovrà, quindi, lavorare con Paramount a questo film, che dovrebbe uscire nelle sale entro il 2016. In dicembre, la Disney acquista i diritti di Indiana Jones da Paramount, che continuerà a distribuire i primi quattro episodi; un quinto film sarà quindi sicuramente prodotto da Disney, con una eventuale partecipazione finanziaria di Paramount, sebbene ancora non sia certo se si tratterà di un sequel, con ancora Ford come protagonista, o di un reboot.
Sebbene ancora non sia stata fissata una data di inizio delle riprese, nel corso del 2015 il film è stato confermato da Steven Spielberg, Harrison Ford, Frank Marshall, Kathleen Kennedy e, per finire, da Bob Iger; Ford ne sarà ancora protagonista e, stando alle parole di Spielberg, che lo dirigerà, il film verrà girato prima degli 80 anni del protagonista. Inoltre, David Koepp dovrebbe essere già al lavoro su una sceneggiatura del film. La data di uscita del film, inizialmente fissata ufficialmente al 19 luglio 2019, è stata spostata al 10 luglio 2020, probabilmente per non far concorrere il quinto capitolo di Indiana Jones con il nono di Star Wars, previsto per maggio del 2019.
A maggio 2017 è stato annunciato che Indiana Jones 5 sarebbe uscito il 10 luglio 2020, il 19 marzo 2018 è stato annunciato che le riprese sarebbero iniziate ad aprile 2019 a Londra, ma il 28 giugno 2018 è stato annunciato che sarebbero state rimandate per la riscrittura della sceneggiatura. Quella scritta da David Koepp andava bene, ma non soddisfaceva Spielberg e per questo è stato assunto Jon Kasdan, figlio di Lawrence Kasdan (sceneggiatore di I predatori dell'arca perduta), anche se non è chiaro se dovrà riscrivere tutta la sceneggiatura oppure solo aggiustare la stesura di Koepp. Nel luglio 2018 è stato annunciato che la data di uscita è stata spostata al 9 luglio 2021.
Il 29 luglio 2019 è stato annunciato che le riprese sarebbero iniziate nell'aprile 2020. Tuttavia, il 26 febbraio 2020 Spielberg ha annunciato che non lo avrebbe diretto, ma solo co-prodotto, dicendo di voler "passare la frusta di Indiana Jones a una nuova generazione per portare al pubblico una prospettiva nella storia", mentre la regia verrà affidata a James Mangold. Successivamente, nell'aprile del 2020 l'uscita è stata spostata al 29 luglio 2022 a causa della pandemia di COVID-19.
Il 10 dicembre 2020 la Disney annuncia che il quinto film di Indiana Jones è entrato in produzione, il 9 aprile 2021 entra nel cast Phoebe Waller-Bridge, il 16 aprile Mads Mikkelsen si unisce nel cast, il 23 aprile Thomas Kretschmann entra nel cast mentre a maggio è stato annunciato che Boyd Holbrook e Shaunette Renée Wilson si sono uniti nel cast del quinto film. Nel maggio 2021 Mads Mikkelsen ha espresso un suo parere riguardo alla sceneggiatura di Indiana Jones 5, dicendo "c'è tutto quello che desideravo"; le riprese erano iniziate il 4 giugno 2021 e sono terminate il 26 febbraio 2022 mentre il primo teaser fu presentato il 9 settembre 2022 al D23, il primo trailer fu pubblicato il 1º dicembre dello stesso anno rivelando il titolo del film: Indiana Jones e il quadrante del destino.

### Colonna sonora
Le colonne sonore dei film sono state composte da John Williams, che, come usa fare di solito, compone seguendo il leitmotiv. Il tema principale della serie è la Raiders' March, Marcia dei Predatori, ed è presente in tutti i film della serie e in un episodio del Giovane Indiana Jones.
Altri motivi sono:
- Marion: il tema suonato nei momenti romantici del primo, del quarto e del quinto film.
- Arca dell'Alleanza: questo tema è molto usato nel primo film, quando i personaggi stanno parlando o si trovano nei pressi di questo antico artefatto. Nel terzo film è possibile udirlo quando Indy passa di fronte a un dipinto dell'Arca, mentre nel quarto è usato all'entrata dei Russi nell'Hangar 51, dove è conservata. È possibile inoltre vedere l'Arca in una scena poco più avanti.
- Henry: una musica del padre di Indy, usata spesso nel terzo e durante la fine del quarto.
- Santo Graal: come l'Arca dell'Alleanza, viene suonato quando Indy raggiunge il luogo del Graal o quando viene menzionato.
- L'incantesimo del teschio: un tema misterioso e acuto dedicato al Teschio di Cristallo.

## Film
| Film                                              | Data di uscita USA | Regia            | Sceneggiatura                                                       | Produttori                                      |
| ------------------------------------------------- | ------------------ | ---------------- | ------------------------------------------------------------------- | ----------------------------------------------- |
| I predatori dell'arca perduta                     | 12 giugno 1981     | Steven Spielberg | Lawrence Kasdan                                                     | Frank Marshall                                  |
| Indiana Jones e il tempio maledetto               | 23 maggio 1984     | Steven Spielberg | Willard Huyck, Gloria Katz                                          | Robert Watts                                    |
| Indiana Jones e l'ultima crociata                 | 24 maggio 1989     | Steven Spielberg | Jeffrey Boam                                                        | Robert Watts                                    |
| Indiana Jones e il regno del teschio di cristallo | 22 maggio 2008     | Steven Spielberg | David Koepp                                                         | Frank Marshall                                  |
| Indiana Jones e il quadrante del destino          | 30 giugno 2023     | James Mangold    | James Mangold, Jez Butterworth, John-Henry Butterworth, David Koepp | Kathleen Kennedy, Frank Marshall, Simon Emanuel |

### I predatori dell'arca perduta(1981)

Indiana Jones nel primo film

È ambientato nel 1936. A Indiana Jones (Harrison Ford) è assegnato da parte del governo il compito di localizzare il luogo in cui sia sepolta l'Arca dell'Alleanza, prima che lo facciano i nazisti, i quali vogliono diventare invincibili come gli israeliti nell'Antico Testamento, che disponevano di questa tremenda arma per abbattere le mura delle città e spianare le montagne. I nazisti sono aiutati da un nemico di Indiana, l'archeologo francese René Belloq (Paul Freeman), che vuole impossessarsi dell'Arca credendola uno strumento in grado di metterlo in comunicazione con Dio. Con l'aiuto della sua vecchia fiamma Marion Ravenwood (Karen Allen) e di Sallah (John Rhys-Davies), Indiana riesce a ritrovare l'Arca in Egitto; i nazisti riescono comunque a impossessarsene, e dopo vari passaggi di mano dell'Arca fra loro e Jones, la portano in una loro base segreta nell'Egeo. Belloq e i nazisti compiono una cerimonia ebraica per aprire l'Arca, ma quando lo fanno vengono uccisi in modo orrendo dalla furia dell'Arca stessa. Indiana e Marion, che a questo punto erano prigionieri dei tedeschi, riescono a salvarsi e portano l'Arca in America, dove invece che essere studiata viene rinchiusa in un deposito segreto militare, che solo nel quarto film della serie si scoprirà trovarsi nel deserto del Nevada.

### Indiana Jones e il tempio maledetto(1984)
È ambientato nel 1935, un anno prima de I predatori. Indiana si trova a Shanghai, dove è costretto a fuggire da una banda di gangster cinesi, comandati da Lao Che, portando con sé l'attrice/cantante Willie Scott (Kate Capshaw) e il suo giovane aiutante Short Round (Ke Huy Quan). In volo verso l'Europa, i tre precipitano in India, dove giungono presso un villaggio le cui terre sono inaridite e da dove i figli degli abitanti sono stati rapiti. La setta dei Thugs, rinata segretamente nel palazzo di Pankot e guidata dal sacerdote Mola Ram (Amrish Puri), ha infatti rubato le sacre pietre di Sankara, di cui una si trovava proprio nel villaggio, al fine di utilizzare il loro potere per dominare il mondo. Indiana, giunto al palazzo e dopo essere pure finito vittima delle magie di Mola Ram, sconfigge i Thugs e salva i bambini rapiti, riportando poi la pietra al villaggio, rinunciando alla  fortuna e gloria che gli sarebbe derivata dal chiuderla in un museo.

### Indiana Jones e l'ultima crociata(1989)
Inizia nel 1912, quando un tredicenne Indiana (River Phoenix) tenta di recuperare una croce ornamentale appartenuta a Francisco Vásquez de Coronado, compito che riuscirà a portare a termine nel 1938. Indiana e il suo mentore Marcus Brody (Denholm Elliott) vengono incaricati da un uomo d'affari americano, Walter Donovan (Julian Glover) di ritrovare il Santo Graal; Jones, inizialmente scettico e non interessato, decide di accettare dopo aver scoperto che l'incarico era stato in precedenza affidato al padre Henry Jones, Sr. (Sean Connery), poi scomparso nel nulla. Nel compito sono aiutati dalla Dr. Elsa Schneider (Alison Doody), che li attende a Venezia, dove il vecchio Jones aveva interrotto le ricerche. La storia prosegue scoprendo che sia Donovan che Elsa sono in combutta con i nazisti, i quali hanno catturato Henry così da costringere Indiana ad aiutarli a recuperare il Graal; dopo aver salvato il padre, Indiana, con l'aiuto del suo vecchio amico Sallah, deve ora salvare Marcus, anch'egli rapito dai tedeschi, e raggiungere il Graal prima di questi ultimi. Una volta che i quattro sono riuniti, raggiungono il luogo in cui è custodita la coppa, e Jones è costretto dai nazisti a recuperarla per loro; proprio l'avidità di mettere le mani su questo tesoro, porterà sia Donovan sia Elsa alla morte, mentre Henry fa capire a Indiana che la loro relazione, interrotta da ormai vent'anni, sia più importante di qualsiasi reliquia. Il film si chiude con i quattro protagonisti che cavalcano verso il tramonto.

### Indiana Jones e il regno del teschio di cristallo(2008)
È ambientato nel 1957, diciannove anni dopo L'ultima crociata, lo stesso tempo che intercorre tra la realizzazione dei due film. Nonostante sia ormai anziano, Indiana Jones è ancora attivo: è un colonnello a riposo, grado che ha ricevuto durante la seconda guerra mondiale, ed è un ex membro dell'OSS; con l'amico Mac (Ray Winstone) conduce scavi archeologici, fino a quando entrambi sono rapiti da agenti sovietici, capitanati da Irina Spalko (Cate Blanchett), e costretti a recuperare in un deposito del deserto del Nevada (lo stesso in cui è rinchiusa l'Arca dell'Alleanza) una cassa contenente resti mummificati. Scoperto il tradimento di Mac e riuscito a mettersi in salvo, Jones viene sospettato dall'FBI di poter essere in combutta coi russi, e per questo deve lasciare il Marshall College, nel quale insegna da anni. Indiana è sul punto di lasciare per sempre gli USA e di trasferirsi in Inghilterra, quando viene coinvolto da un giovane scavezzacollo, Mutt Williams (Shia LaBeouf), nel salvataggio di un loro conoscente comune, il professor Harold Oxley (John Hurt), che porta l'anziano archeologo a scoprire che Mutt è figlio suo e di Marion Ravenwood, a trovare il teschio di cristallo e la mitica città di Akator, l'Eldorado cui davano la caccia gli antichi conquistadores. Sconfitti i sovietici e ristabilito il proprio buon nome, Indiana Jones è riammesso a insegnare e infine, dopo più di vent'anni da quando glielo promise, sposa Marion.

### Indiana Jones e il quadrante del destino(2023)
Presenta un prologo ambientato nel 1944, dove sul finire della seconda guerra mondiale il nazista Jürgen Voller (Mads Mikkelsen) cerca di far capire ai suoi superiori il potere del quadrante creato ad Archimede, ma Indiana Jones riesce ad entrarne in possesso e fuggire con l'aiuto dell'amico Basil Shaw (Toby Jones). Nel 1969 durante i festeggiamenti per l'allunaggio, Indy sta divorziando dopo la morte del figlio, fin quando la figlioccia Helena Shaw (Phoebe Waller-Bridge) volendo diventare un'archeologa ricca e famosa, lo va a trovare rubandogli il pezzo del quadrante, mentre Jürgen ora entrato a far parte del team che ha portato l'uomo sulla Luna, ne cerca ancora le tracce. Indy viene aiutato da Sallah (John Rhys-Davies) a rintracciare Helena, la quale stava tentando di vendere l'artefatto in un mercato nero. Voller li raggiunge e riesce a rubarlo, così Indy ed Helena, con l'aiuto di Teddy (Ethann Isidore) faranno di tutto per recuperare i restanti pezzi prima dei nazisti, andando anche in immersione nei fondali marini grazie al vecchio amico Renaldo (Antonio Banderas). In Sicilia il quadrante verrà assemblato dal nemico, ma Indy verrà ferito gravemente dal nemico. L'obiettivo di Jürgen è tornare indietro nel passato e fermare Hitler correggendo gli errori che ha commesso grazie al potere del quadrante, ma finiranno nell'epoca sbagliata: quella di Archimede. Qua Indiana vorrebbe rimanere per vivere la storia, ma Helena lo riporta a casa da Marion Ravenwood (Karen Allen), che sapendo del rinvigorimento del marito, decide di non separarsi.

## Cronologia

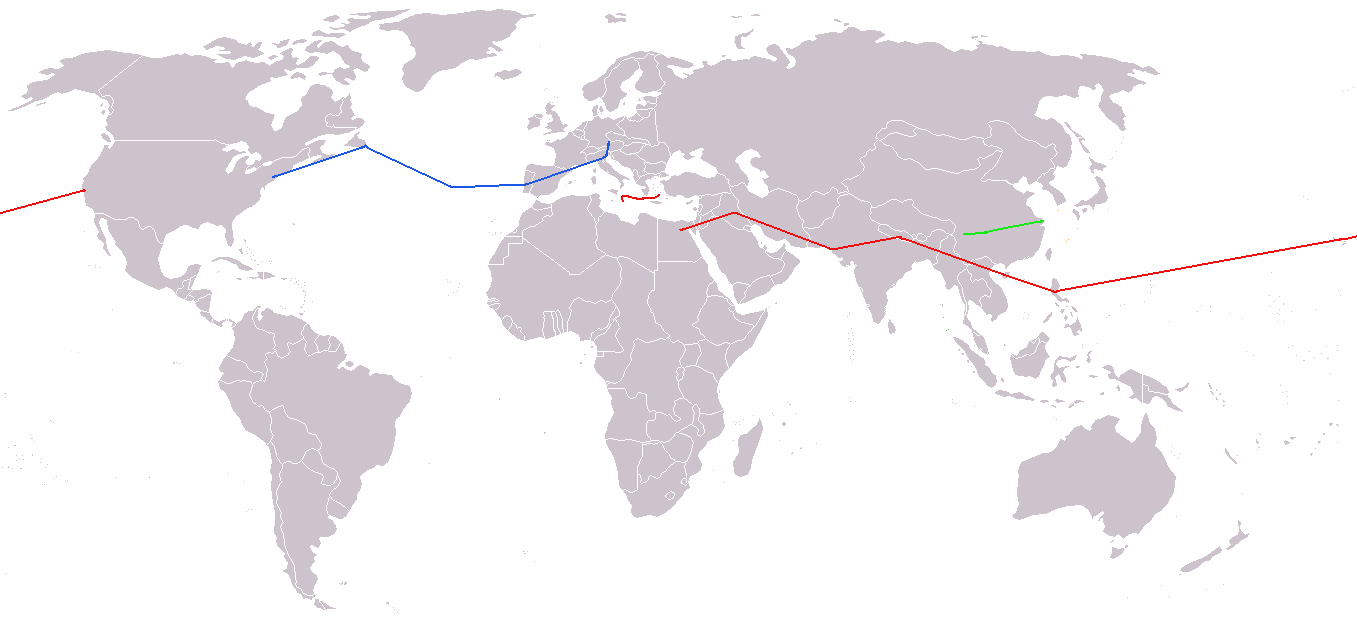
Gli itinerari di Indiana Jones nella trilogia originale: I predatori dell'arca perduta (rosso), Indiana Jones e il tempio maledetto (verde) e Indiana Jones e l'ultima crociata (blu)

- 1912: Il giovane Indy tenta di recuperare la Croce di Coronado (Indiana Jones e l'ultima crociata).
- 1935: Indiana, dopo aver recuperato i resti dell'imperatore Nurhaci per conto di Lao Che, capita in India con Willie Scott e Short Round nel tempio dei Thugs (Indiana Jones e il tempio maledetto).
- 1936: Indiana tenta di recuperare un'antica statuetta di un idolo della fertilità (I predatori dell'arca perduta).
- 1936: Indiana recupera l'Arca dell'alleanza (I predatori dell'arca perduta).
- 1938: Indiana recupera finalmente la Croce di Coronado (Indiana Jones e l'ultima crociata).
- 1938: Indiana recupera il Santo Graal (Indiana Jones e l'ultima crociata).
- 1944: Indiana è in missione in Germania assieme all'amico Basil Shaw nel tentativo di salvare alcuni preziosi beni archeologici. Recupera parte del quadrante di Archimede (Il quadrante del destino).
- 1944-1955: Indiana svolge una trentina di missioni in Europa e nel Pacifico, col grado di colonnello dell'OSS, al fianco dell'amico Mac (Il regno del teschio di cristallo).
- 1957: Indy riporta il Teschio di cristallo ad Akator e si sposa (Il regno del teschio di cristallo).
- 1969: Indiana e la figlioccia Helena ricostruiscono il misterioso Quadrante costruito da Archimede (Il quadrante del destino).

L'ordine cronologico dei film prendendo come riferimento il loro periodo di ambientazione è il seguente:
1. Indiana Jones e il tempio maledetto (uscito nel 1984, ambientato nel 1935)
2. I predatori dell'arca perduta (uscito nel 1981, ambientato nel 1936)
3. Indiana Jones e l'ultima crociata (uscito nel 1989, incipit ambientato nel 1912, il resto del film si svolge nel 1938)
4. Indiana Jones e il regno del teschio di cristallo (uscito nel 2008, ambientato nel 1957)
5. Indiana Jones e il quadrante del destino (uscito nel 2023, incipit ambientato nel 1944, il resto del film si svolge nel 1969)

## Personaggi e interpreti
- La cella grigia indica che il personaggio non è presente nel film
- Y indica una versione più giovane del personaggio

| Personaggio      | Film                          | Film                                | Film                              | Film                                              | Film                                     |
| Personaggio      | I predatori dell'arca perduta | Indiana Jones e il tempio maledetto | Indiana Jones e l'ultima crociata | Indiana Jones e il regno del teschio di cristallo | Indiana Jones e il quadrante del destino |
| ---------------- | ----------------------------- | ----------------------------------- | --------------------------------- | ------------------------------------------------- | ---------------------------------------- |
| Indiana Jones    | Harrison Ford                 | Harrison Ford                       | Harrison Ford, River PhoenixY     | Harrison Ford                                     | Harrison Ford                            |
| Marion Ravenwood | Karen Allen                   |                                     |                                   | Karen Allen                                       | Karen Allen                              |
| Sallah           | John Rhys-Davies              |                                     | John Rhys-Davies                  |                                                   | John Rhys-Davies                         |
| Marcus Brody     | Denholm Elliott               |                                     | Denholm Elliott                   |                                                   |                                          |
| René Belloq      | Paul Freeman                  |                                     |                                   |                                                   |                                          |
| Short Round      |                               | Ke Huy Quan                         |                                   |                                                   |                                          |
| Willie Scott     |                               | Kate Capshaw                        |                                   |                                                   |                                          |
| Mola Ram         |                               | Amrish Puri                         |                                   |                                                   |                                          |
| Henry Jones Sr.  |                               |                                     | Sean Connery                      |                                                   |                                          |
| Walter Donovan   |                               |                                     | Julian Glover                     |                                                   |                                          |
| Elsa Schneider   |                               |                                     | Alison Doody                      |                                                   |                                          |
| Mutt Williams    |                               |                                     |                                   | Shia LaBeouf                                      |                                          |
| Harold Oxley     |                               |                                     |                                   | John Hurt                                         |                                          |
| Mac              |                               |                                     |                                   | Ray Winstone                                      |                                          |
| Irina Spalko     |                               |                                     |                                   | Cate Blanchett                                    |                                          |
| Helena Shaw      |                               |                                     |                                   |                                                   | Phoebe Waller-Bridge                     |
| Jürgen Voller    |                               |                                     |                                   |                                                   | Mads Mikkelsen                           |
| Teddy Kumar      |                               |                                     |                                   |                                                   | Ethann Isidore                           |
| Renaldo          |                               |                                     |                                   |                                                   | Antonio Banderas                         |

## Accoglienza

### Incassi
| Film                                              | Data di uscita USA | Incassi ($)  | Incassi ($)    | Incassi ($) | Classifica   | Classifica | Budget ($) |
| Film                                              | Data di uscita USA | Nord America | Internazionale | Mondiale    | Nord America | Mondiale   | Budget ($) |
| ------------------------------------------------- | ------------------ | ------------ | -------------- | ----------- | ------------ | ---------- | ---------- |
| I predatori dell'arca perduta                     | 12 giugno 1981     | 248159971    | 141766000      | 389925971   | 149          | 364        | 18000      |
| Indiana Jones e il tempio maledetto               | 23 maggio 1984     | 179870271    | 153237000      | 333107271   | 242          | 477        | 28000      |
| Indiana Jones e l'ultima crociata                 | 24 maggio 1989     | 197171806    | 277000         | 474171806   | 290          | 266        | 48000      |
| Indiana Jones e il regno del teschio di cristallo | 22 maggio 2008     | 317101119    | 469534914      | 786636033   | 91           | 109        | 185000     |
| Indiana Jones e il quadrante del destino          | 30 giugno 2023     | 174480468    | 209482589      | 383963057   | 311          | 375        | 294700000  |
| Totale                                            | Totale             | 1116783635   | 1251020503     | 2367804138  |              |            | 573700000  |

### Critica
- La cella grigia indica che il dato non è disponibile

| Film                                              | Rotten Tomatoes      | Metacritic         | CinemaScore |
| ------------------------------------------------- | -------------------- | ------------------ | ----------- |
| I predatori dell'arca perduta                     | 94% (152 recensioni) | 86 (23 recensioni) | —           |
| Indiana Jones e il tempio maledetto               | 77% (137 recensioni) | 57 (14 recensioni) | —           |
| Indiana Jones e l'ultima crociata                 | 84% (136 recensioni) | 65 (14 recensioni) | A           |
| Indiana Jones e il regno del teschio di cristallo | 77% (308 recensioni) | 65 (40 recensioni) | B           |
| Indiana Jones e il quadrante del destino          | 70% (421 recensioni) | 58 (65 recensioni) | B+          |

## Altri media

### Serie TV
Le avventure del giovane Indiana Jones è una serie televisiva trasmessa dal 1992 al 1996 che mostra tre diversi Indiana Jones; Sean Patrick Flanery interpreta Indy da 16 anni a 20 anni; Corey Carrier interpreta Indy dagli 8 ai 10 anni e George Hall è la voce narrante di ogni episodio nonché il novantatreenne Indy. Lucas iniziò a pensare alla serie nel 1990 come "edutainment" e sarebbe dovuta essere più di cervello rispetto ai film. Dello show scrisse le storie di ogni episodio, inoltre fu la sua prima collaborazione con il produttore Rick McCallum. Tra gli scrittori e registi della serie figurano i nomi di Carrie Fisher, Frank Darabont, Vic Armstrong, Ben Burtt, Terry Jones, Nicolas Roeg, Mike Newell e Joe Johnston. Nella storia Indy incrocia il suo cammino con persone storiche davvero esiste interpretate da attori come Daniel Craig, Christopher Lee, Bob Peck, Jeffrey Wright, Marc Warren, Catherine Zeta-Jones, Elizabeth Hurley, Anne Heche, Vanessa Redgrave, Julian Fellowes, Timothy Spall e anche Harrison Ford nei panni del cinquantenne Indiana Jones in un episodio della seconda stagione.
Le riprese ebbero luogo in oltre 25 nazioni per un totale di più di 150 settimane. Le riprese della prima stagione durarono da marzo 1991 a marzo 1992 mentre quelle della seconda stagione iniziarono due mesi più tardi e durano fino all'aprile 1993. L'ABC non era convinta dell'approccio "di cervello" della serie affermando che ricordava il genere di azione/avventura dei film. Gli indici d'ascolto americani furono decenti a non spettacolari e ciò rese l'ABC nervosa e indecisa se lasciare un vuoto dopo sei episodi fino a settembre 1992. Con ancora quattro episodi da mandare in onda della seconda stagione l'ABC vendette lo show al canale televisivo Family. Essi cambiarono lo stile degli episodi trasformandoli da normali episodi della durata di 50 minuti in film per la TV di 90 minuti. Queste ultime riprese ebbero luogo nel periodo gennaio 1994—maggio 1996. Le avventure del giovane Indiana Jones ricevette pareri misti dai fan nonostante avesse vinto 10 Emmy Awards su 23 nomination e una nomination al Golden Globe per la miglior serie drammatica del 1994. La serie è stata inoltre oggetto di sperimentazione di nuovi effetti digitali per la Lucasfilm.
In base a quanto è specificato nel libro George Lucas: The Creative Impulse (di Charles Champlin), Lucas sta lavorando da qualche tempo ad un drastico rimontaggio e restauro dello show da pubblicare in formato DVD. Secondo il produttore della serie Rick McCallum della Lucasfilm questo lavoro si svolgerà in modo da ultimarlo per il debutto al cinema del Regno del teschio di cristallo. Dal punto di vista degli extra i dischi includeranno circa 100 nuovi inserti storici attualmente in fase di produzione. I maggiori cambi strutturali sono stati studiati per migliorare lo show in generale. Tra questi vi sono l'eliminazione dei commenti finali da ogni episodio del novantatreenne Indiana Jones, l'aggiunta di spezzoni video girati appositamente e l'eliminazione di alcuni episodi per ottenere una migliore continuità nella storia.

### Romanzi
In Italia sono stati pubblicati i seguenti romanzi di Indiana Jones, tre dalla Granata Press, tre da Sperling & Kupfer ed uno da Editrice Nord. I titoli sono questi:
- I predatori dell'arca perduta (1981), di Campbell Black
- Indiana Jones e il tempio maledetto (1984), di James Kahn
- Indiana Jones e l'ultima crociata (1989), di Rob MacGregor
- Indiana Jones: Pericolo a Delfi (1991) – Scritto da Rob MacGregor
- Indiana Jones: La danza dei giganti (1991) – Scritto da Rob MacGregor
- Indiana Jones: I sette veli (1991) – Scritto da Rob MacGregor
- Indiana Jones (2008) - volume che raccoglie i primi tre titoli della serie
- Indiana Jones e il regno del teschio di cristallo (2008), di James Rollins

#### Adulti
La prima trasposizione da pellicola a libro avvenne con I predatori dell'Arca perduta, scritta da Campbell Black e pubblicata da Ballantine Books nell'Aprile 1981. Ballantine ripubblicherà i Predatori un'altra volta nell'Aprile 2008 (utilizzando questa volta il prefisso Indiana Jones e i ...). Questo venne seguito da Indiana Jones e il tempio maledetto, scritto da James Kahn e sempre pubblicato da Ballantine Books nel maggio 1984. Infine nel maggio 1989 è stato pubblicato Indiana Jones e l'ultima crociata, primo libro di Indy scritto da Rob MacGregor. Ne l'editore ne la LucasFilm ammirarono l'interesse di MacGregor per la storia e l'archeologia. In quanto fan dei primi due film MacGregor ammise che la scrittura della novelizzazione del terzo gli creò "Qualche disappunto dopo aver visto la pellicola finale. Questo perché io ho preso lo script espandendolo per creare un romanzo aggiungendoci scene mentre Spielberg prese la stessa sceneggiatura e tolse qualche scena per rendere il film di una lunghezza accettabile. Quindi per me vedere il film è stato come vedere qualcosa a me familiare, anche se sembrava di aver perso qualcosa."
L'autore tedesco Wolfgang Hohlbein scrisse otto romanzi nel periodo 1990—1993, ma nessuno di questi è stato tradotto in lingua inglese. Hohlbein ha ambientato i suoi negli anni 1938—1944 fatta eccezione per il primo nel 1929. Lucas non fu coinvolto in questo progetto. Nonostante tutto Lucas chiese a MacGregor di continuare a scrivere romanzi originale per Bantam Books. Decisero allora di realizzare dei prequel ambientati negli anni venti (dopo la laurea di Indy) così da non interferire con le storie narrate nei film. Lucas permise inoltre il ritorno del solo personaggio di Marcus Brody. Lucas chiese inoltre a MacGregor di basare le storie su miti davvero esistenti, e fatta eccezione per la cancellazione di una scena di sesso, MacGregor ebbe la possibilità di esprimere tutta la sua creatività. Fatta eccezione per Stonehenge MacGregor scelse luoghi da lui visitati in passato. I suoi sei libri vennero pubblicati dal gennaio 1991 al novembre 1992. Il sesto, The Genesis Deluge (1992), caratterizzato dalla presenza dell'Arca di Noè, è stato il libro di maggior successo. MacGregor crede che "Abbia avuto un grande successo tra i credenti di una religione [...] perché portano la storia dell'Arca di Noè nel cuore e pensano che abbia sia radici di carattere storico e archeologico, oltre che di mito. Essi vedono inoltre Indy come uno di loro, benché egli sia quasi un iconoclasta [...] Ad ogni modo, Indy procede nella sua avventura e trova 'un'arca' sul Monte Ararat." Tra i suoi libri MacGregor preferisce il predecessore, The Seven Veils. Questo è caratterizzato dalla presenza del reale esploratore Percy Fawcett e dalla tragica morte della moglie di Indiana, Deirdre Campbell. Deirdre, una studentessa dai capelli rossi di Indy all'Università di Londra, muore nell'incidente aereo del libro.
Martin Caidin scrisse i due romanzi successesive per la Bantam. Entrambi presentano Gale Parker (che come Deirdre è una donna dai capelli rossi) come spalla di Indiana. Caidin si ammalò, così che venne sostituito da Max McCoy nel 1995 che scrisse gli ultimi quattro romanzi. McCoy ambientò i suoi libri nelle vicinanze dei Predatori, fatto che caratterizzò la sua idea di Indy. "L'Indy dei Predatori era lievemente dark [...] Non cattivo, tratta un po' male le persone e con una rivalità nei confronti di Belloq che non vuole ammettere. Nei Predatori Indy deve decidere di essere un eroe," disse. McCoy discusse le sue idee con gli editori, una delle quali riguardante il teschio di cristallo che divenne il prologo del quinto libro. Il teschio divenne una storia ricorrente conclusasi nell'ultimo romanzo. McCoy spese molto tempo nella ricerca di materiale per i libri e il coinvolgimenti di Lucas era limitato. LucasFilm censurò elementi a sfondo sessuale così da permettere la lettura dei romanzi anche ad un pubblico giovane, e bocciò l'idea di viaggi nel tempo nell'ultimo libro in quanto materia troppo fantascientifica. Sallah, Lao Che, Rene Belloq e i nazisti compaiono nelle storie e McCoy ha fatto in modo che Indy fosse anche contro i fascisti di Benito Mussolini ed i giapponesi. Indy ha inoltre avuto una storia con Alecia Dunstin, una bibliotecaria dai capelli rossi del British Museum, in questo ciclo di racconti. Un romanzo riguardante la Lancia Sacra non venne realizzato in quanto la Dark Horse Comics stava sviluppando la stessa idea.
Il giornalista di IGN Scott Chitwood disse che "Bantam non ha mai pubblicizzato i libri in maniera corretta e molte persone non sanno nemmeno della loro esistenza." Chiese allora al precedente editore della Bantam, Tom Dupree nel 2000, perché non l'hanno in una nuova edizione a copertina rigida. La risposta fu "Indy è solo più educato, più dotto e più umano di Doc Savage. Chi pagherebbe 22$ per una sua avventura romanzata? Manteniamolo nella versione attuale, e se Indy 4 diventa realtà allora potremmo ripensarci." Nel febbraio 2008 i libri ispirati ai primi tre film sono stati raccolti in un'unica edizione. Il romanzo basato su Il regno del teschio di cristallo scritto da James Rollins verrà distribuito a maggio 2008. I romanzi adattati per un pubblico di bambini verranno pubblicati dalla Scholastic nel 2008. MacGregor sta scrivendo un nuovo libro per la Ballantine previsto per il 2009.

#### Find Your Fate
La saga di Indiana Jones ha prodotto dei romanzi raccolti in una collana chiamata Find Your Fate, in maniera simile a Piccoli brividi. Essi sono stati scritti da autori differenti e sono stati editi da Mondadori nella collana Scegli la tua avventura:
R.L. Stine
- L'isola maledetta (Indiana Jones and the Curse of the Horror Island)
- I giganti della torre d'argento (Indiana Jones and the Giants of the Silver Tower)
- Indiana Jones and the Cult of the Mummy's Crypt
- La muraglia urlante (Indiana Jones and the Ape Slaves of Howlings Island)

Altri autori
- L'occhio delle parche (Indiana Jones and the Eye of the Fates) - di Richard Wenk
- La Legione della Morte (Indiana Jones and the Legion of Death) - di Richard Wenk
- Il drago della vendetta (Indiana Jones and the Dragon of Vengeance) - di H. William Stine and Megan Stine
- La maschera dell'elefante (Indiana Jones and the Mask of the Elephant) - di H. William Stine and Megan Stine
- Il tesoro di Saba (Indiana Jones and the Lost Treasure of Sheba) - di Rose Estes
- La coppa del vampiro (Indiana Jones and the Cup of the Vampire - di Andrew Helfer)
- Il tesoro di Gengis Kahn (Indiana Jones and the Gold of Genghis Khan - di Ellen Weiss)

#### Giovane
Random House
- Il tesoro della piantagione (Young Indiana Jones and the Plantation Treasure) - di William McCay
- La tomba del terrore (Young Indiana Jones and the Tomb of Terror) - di Les Martin
- Il cerchio della morte (Young Indiana Jones and the Circle of Death) - di William McCay
- La città segreta (Young Indiana Jones and the Secret City) - di Les Martin
- La principessa in pericolo (Young Indiana Jones and the Princess of Peril) - di Les Martin
- La vendetta degli zingari (Young Indiana Jones and the Gypsy Revenge) - di Les Martin
- I cavalieri fantasma (Young Indiana Jones and the Ghostly Riders) - di William McCay
- La maledizione della croce di rubino (Young Indiana Jones and the Curse of Ruby Cross) - di William McCay
- Young Indiana Jones and the Titanic Adventure - di Les Martin
- Il giovane Indiana Jones e L'oro di Durango (Young Indiana Jones and the Lost Gold of Durango) - di Megan Stine and H. William Stine
- Young Indiana Jones and the Face of the Dragon - di William McCay
- Young Indiana Jones and the Journey to the Underworld - di Megan Stine and H. William Stine
- Young Indiana Jones and the Mountain of Fire - di William McCay
- Young Indiana Jones and the Pirates' Loot - di J.N. Fox
- Young Indiana Jones and the Eye of the Tiger - di William McCay
- Young Indiana Jones and the Mask of the Madman - di Megan Stine and H. William Stine
- Young Indiana Jones and the Ring of Power - Megan Stine
- La maledizione della mummia (The Young Indiana Jones Chronicles: The Mummy's Curse) - di Megan Stine and H. William Stine
- Campo di battaglia (The Young Indiana Jones Chronicles: Field of Death) - di Les Martin
- Un safari misterioso (The Young Indiana Jones Chronicles: Safari Sleuth) - di A.L. Singer
- La pace segreta (The Young Indiana Jones Chronicles: The Secret Peace) - di William McCay
- The Young Indiana Jones Chronicles: The Trek of Doom - di Les Martin
- The Young Indiana Jones Chronicles: Revolution! - di Gavin Scott
- The Young Indiana Jones Chronicles: Race to Danger - di Stephanie Calmenson
- The Young Indiana Jones Chronicles: Prisoner of War - di Sam Mclean

Bantam Books
The Young Indiana Jones Chronicles:
- The Valley of The Kings - di Richard Brightfield
- Oltre il confine (South of the Border) - di Richard Brightfield
- Revolution in Russia - di Richard Brightfield
- Masters of the Louvre - di Richard Brightfield
- African Safari - di Richard Brightfield
- Behind the Great Wall - di Richard Brightfield
- The Roaring Twenties - di Richard Brightfield
- The Irish Rebellion - di Richard Brightfield

Ballantine Books
Young Indiana Jones:
- The Mata Hari Affair - di James Luceno
- The Mummy's Curse - di Parker Smith

Graphic novels
- The Curse of the Jackal - di Dan Barry
- The Search for the Oryx - di Dan Barry
- The Peril of the Fort - di Dan Barry

Libri non di narrativa
- Lost Diaries of Young Indiana Jones di Eric D. Weiner
- The Young Indiana Jones Chronicles: On the Set and Behind the Scenes di Dan Madsen
- Indiana Jones Explores Ancient Egypt - di John Malam
- Indiana Jones Explores Ancient Rome - di John Malam
- Indiana Jones Explores Ancient Greece - di John Malam
- Indiana Jones Explores The Vikings - di John Malam
- Indiana Jones Explores The Incas - di John Malam
- Indiana Jones Explores The Aztecs - di John Malam

### Fumetti
Oltre alle varie trasposizioni a fumetti dei suoi film, la Marvel pubblicò una miniserie di albi con avventure originali, The Further Adventures of Indiana Jones, uscita in 34 numeri tra il 1983 e il 1986. Ad eccezione del terzo numero, rimasto inedito, sono stati pubblicati in italiano, non in perfetta sequenza e con tavole eliminate o accorpate, in undici albi con copertine create in Italia, nella collana Indiana Jones - Le nuove avventure edita da L'Isola Trovata tra il 1985 e il 1986:
1.Le nuove avventure
2.Africa '36
3.L'idolo d'oro
4.L'ora del drago
5.La città degli immortali
6.Il mistero di Stonehenge
7.Il quarto chiodo
8.Il signore della guerra
9.La casa del diavolo
10.La fortezza nascosta
11.L'armata delle ombre
Nella prima metà degli anni novanta la Dark Horse Comics pubblicò diverse miniserie, tra cui un adattamento del videogioco Fate of Atlantis.
Uscirono anche la versione a fumetti delle Avventure del giovane Indiana Jones, nonché alcuni librogame della serie Scegli la tua avventura.
Dal 2008 ripresero nuove pubblicazioni, tra cui la trasposizione di Il regno del teschio di cristallo, le due raccolte Indiana Jones Omnibus, i due volumi per bambini Indiana Jones Adventures, e la miniserie in quattro parti Indiana Jones and the Tomb of the Gods, tutti della Dark Horse.

### Giocattoli
Nel 1981, Kenner distribuì una bambola di 12 pollici di Indiana Jones, realizzando negli anni seguenti nove action figures, tre playset correlati da camion nazisti e il cavallo di Indy. È stato inoltre creato un gioco da tavolo. Nel 1984, la TSR produsse delle miniature dei personaggi del film da utilizzare nel gioco di ruolo Adventures of Indiana Jones e nel 1995 la Micro Machines distribuì un box set con dieci stampe dei veicoli utilizzati nei film. La LJN distribuì sei action figures alte 6 pollici ispirate al Tempio maledetto nel 1984 e progettò anche un playset mai distribuito sul mercato. Anche la Micro Machines non distribuì un playset al quale stava lavorando. Horizon creò delle bambole molto dettagliate ispirate a Indy e suo padre nel 1993, mentre Toys McCoy fece un'edizione limitata di un modello di 12 pollici di Indy e il suo cavallo direttamente dai Predatori nel 1999. Nel gennaio 2001, Walt Disney Parks and Resorts vendette nuovi esclusivi veicoli assieme a nuove action figures, con una seconda edizione nell'Agosto 2003. Questa edizione inculudava una versione di Indy ispirata a G.I. Joe assieme ad uno stile afroamericano dei giocattoli in onore dei dipendenti di colore dei loro stunt show.
La Hasbro ha distribuito dei giocattoli basati su I predatori dell'arca perduta e Il regno del teschio di cristallo il 1º maggio 2008 e successivamente sull'Ultima crociata e il Tempio maledetto. Questa linea consiste in modelli da 3 pollici, dimensioni deluxe, figure da 12 pollici (create con materiali appositi) e veicoli. Ci sarà inoltre un Indiana Jones con i lineamenti di Mr. Potato chiamato "Taters of the Lost Ark" (non traducibile in quanto gioco di parole con il titolo del primo film). Inoltre è presente un playset del tempio del quarto film, e con una richiesta via posta è possibile ricevere un modello in scala 1:12 dell'Arca dell'Alleanza, Indy con il suo cavallo o un action figure dello scheletro di cristallo dal quarto film. Hasbro ha annunciato che questa linea continuerà anche dopo i film, in quanto verranno creati dei giochi basati sulle Avventure del giovane Indiana Jones. Sideshow Collectibles, Gentle Giant, Diamond Select Toys e la giapponese Kotobukiya hanno acquistato i diritti di Indiana Jones nel 2008.
La LEGO distribuirà otto playset basati sui film. La metà sarà ispirata al Regno del teschio di cristallo, tre ai Predatori e l'ultimo all'Ultima crociata.
Come già scritto il mercato spesso si è "incrociato" con altri marchi come nel caso di Mr. Potato, Topolino nei panni di Indiana Jones (disponibile solamente nei parchi Disney) e il marchio Muppet Adventure Kermit Action Figure prodotto da Palisades basato sull'apparizione della rana nello show di Disney World "Indiana Jones Epic Stunt Spectacular!" (A causa di questioni legali i produttori e i realizzatori delle figure hanno chiaramente dichiarato che "Adventure Kermit" non è in alcun modo relazionato ad Indiana Jones anche se il prodotto compare in Indiana Jones: The Ultimate Guide, pubblicato nel 2008). È stata infine realizzata una collaborazione con il marchio LEGO.

### Videogiochi
Sulla saga di Indiana Jones è basata una lunga serie di videogiochi iniziata nel 1982, alcuni legati a uno specifico film, altri con trame originali.
- Raiders of the Lost Ark (1982) per Atari 2600, tratto da I predatori dell'arca perduta
- Indiana Jones in the Lost Kingdom (1985), titolo dotato di trama originale per Commodore 64
- Indiana Jones and the Temple of Doom (1985), unico videogioco arcade di Indiana Jones, poi convertito per svariate piattaforme, tratto da Il tempio maledetto
- Indiana Jones in Revenge of the Ancients (1987), avventura testuale realizzata da Mindscape
- Indiana Jones and the Last Crusade: The Graphic Adventure (1989), tratto da Indiana Jones e l'ultima crociata, per molti sistemi; da qui in avanti molti titoli vennero pubblicati dalla LucasArts
- Indiana Jones and the Last Crusade: The Action Game (1989), come il precedente ma di genere molto differente
- Indiana Jones and the Last Crusade (1991), terzo titolo su L'ultima crociata, solo per NES
- Indiana Jones and the Fate of Atlantis (1992) è il primo titolo dotato di trama originale realizzato dalla stessa LucasArts, pubblicato per vari personal e home computer.
- Indiana Jones and the Fate of Atlantis: The Action Game (1992), simile per trama al precedente, ma molto diverso nel genere, uscito per molti computer
- The Young Indiana Jones Chronicles (1992), adattamento della serie televisiva per NES
- Indiana Jones' Greatest Adventures (1994) per Super Nintendo Entertainment System, videogioco d'azione che comprende scene dei primi tre film della serie
- Instruments of Chaos Starring Young Indiana Jones (1994) altro adattamento della serie TV, per Mega Drive
- Indiana Jones and the Iron Phoenix era un seguito di Fate of Atlantis programmato per l'uscita nel 1995, ma venne annullato
- Indiana Jones and his Desktop Adventures (1996), primo titolo per Windows (3.1)
- Indiana Jones e la macchina infernale (1999) per PC (1999), e poi realizzato anche per Nintendo 64 (2000) e Game Boy Color (2001), quest'ultimo un gioco piuttosto differente dall'originale. Il gioco è il primo in 3D con protagonista l'archeologo e vede il ritorno del personaggio di Sophia Hapgood, compagna di Indy in Fate of Atlantis.
- Indiana Jones e la tomba dell'imperatore (2003), prequel de Il Tempio maledetto, uscì per PlayStation 2, Xbox, Apple Macintosh e Microsoft Windows.
- LEGO Indiana Jones: Le avventure originali (2008), per molti sistemi, utilizza personaggi LEGO e si basa sui primi tre film.
- Indiana Jones e il bastone dei re (2009), altro titolo con trama originale, uscì per PlayStation 2, Nintendo Wii, Nintendo DS e Playstation Portable.
- LEGO Indiana Jones 2: L'avventura continua (2009), basato su tutte le quattro avventure cinematografiche.
- Indiana Jones Adventure World (2011) è un gioco per Facebook
- Pinball FX3 - Indiana Jones: The Pinball Adventure (2022) flipper digitale, DLC[124]
- Indiana Jones e l'antico cerchio (2024), annunciato da Bethesda Softworks il 12 gennaio 2021, pubblicato per Xbox Series X/S e Microsoft Windows il 9 dicembre 2024 e poi per PlayStation 5 il 17 aprile 2025.[125]

### Giochi di ruolo
Sono stati pubblicati due giochi di ruolo basati sulla franchise, il primo Adventures of Indiana Jones scritto da David "Zeb" Cook è stato pubblicato dalla TSR nel 1984. Il secondo, The World of Indiana Jones (Greg Farshtey, Brian Sean Perry, Peter Schweighofer) è stato pubblicato dalla West End Games nel 1994.

### Flipper
Un flipper basato sui primi tre film, Indiana Jones: The Pinball Adventure, venne costruito nel 1993. Stern Pinball ha realizzato una nuova versione nel 2008 la quale ha gli elementi di tutti e tre i film.

### Attrazioni

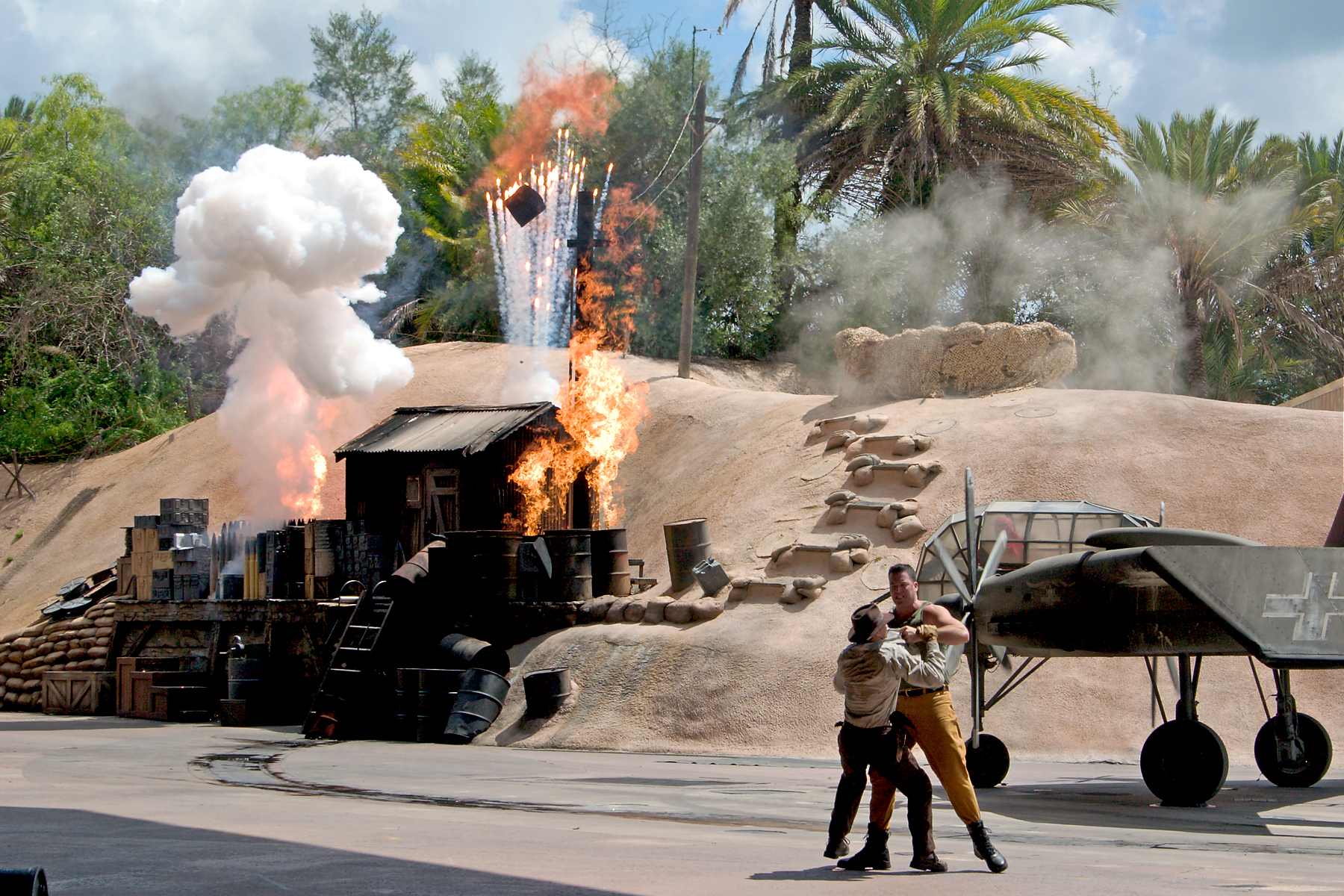
Azione sul set dello show Indiana Jones Epic Stunt Spectacular!

George Lucas ha collaborato con i responsabili della Walt Disney in quattro occasioni per creare delle attrazioni basate sul personaggio di Indiana Jones in alcuni parchi a tema Disney:
- Lo show "Indiana Jones Epic Stunt Spectacular!" fece la sua comparsa nel 1989 ai Disney's Hollywood Studios a Lake Buena Vista (Florida).
- "Indiana Jones et le Temple du Péril" è un rollercoaster aperto nel 1993 a Disneyland Paris a Marne-la-Vallée, Francia.
- "Indiana Jones and the Temple of the Forbidden Eye" aprì nel 1995 a Disneyland in Anaheim, California.
- "Indiana Jones and the Temple of the Crystal Skull" aprì assieme al parco Tokyo DisneySea in Chiba, Giappone, nel 2001.